# IC 2945
IC 2945 је елиптична галаксија у сазвјежђу Лав која се налази на листи објеката дубоког неба у Индекс каталогу.
Деклинација објекта је + 12° 55' 37" а ректасцензија 11h 37m 4,2s. Привидна величина (магнитуда) објекта IC 2945 износи 13,8 а фотографска магнитуда 14,8. IC 2945 је још познат и под ознакама UGC 6585, MCG 2-30-4, CGCG 68-11, NPM1G +13.0278, double system, PGC 35958.